# 中井 (新宿区)
中井（なかい）は、東京都新宿区の町名。現行行政地名は中井一丁目および中井二丁目。住居表示実施済みの地域。

## 地理
新宿区北西部に位置する。町域北東端で新目白通りと山手通りが交差している。町域の北は新宿区中落合四丁目に接している。東は山手通りを境に新宿区中落合一丁目に接する。
町域西部から南部にかけては妙正寺川が町界となり、西から南西は中野区上高田、南部は新宿区上落合に接する。町域内は主に住宅地として利用される。町域東端には西武新宿線・都営地下鉄大江戸線中井駅がある。なお、駅の住所は西武新宿線中井駅が中落合一丁目、都営大江戸線中井駅は上落合二丁目で、共に中井にはない。

### 河川
- 妙正寺川

### 地価
住宅地の地価は、2025年（令和7年）1月1日の公示地価によれば、中井2-27-13の地点で70万円/m2となっている。

## 歴史

### 沿革
- 1878年 - 郡区町村編制法施行により、南豊島郡下落合村の字となる。
- 1889年 - 町村制施行により、南豊島郡（1896年からは豊多摩郡）落合村大字下落合となる。字中井は引き続き大字下落合の字となる。
- 1924年 - 落合村が町制施行。落合町大字下落合字中井。
- 1932年 - 落合町が東京市に編入。淀橋区下落合一丁目～五丁目となる。字中井は消滅。
- 1947年 - 淀橋区は四谷区・牛込区と合併し新宿区となる。新宿区下落合一丁目～五丁目。
- 1965年 - 住居表示実施により中井一丁目・中井二丁目が成立。
  - 下落合四丁目の一部・下落合五丁目・上落合二丁目の一部→中井一丁目
  - 下落合三丁目の一部・下落合四丁目の一部→中井二丁目

## 世帯数と人口
2025年（令和7年）3月1日現在（新宿区発表）の世帯数と人口は以下の通りである。
| 丁目       | 世帯数    | 人口    |
| ---------- | --------- | ------- |
| 中井一丁目 | 1,290世帯 | 1,735人 |
| 中井二丁目 | 1,840世帯 | 3,319人 |
| 計         | 3,130世帯 | 5,054人 |

### 人口の変遷
国勢調査による人口の推移。
| 年                 | 人口  |
| ------------------ | ----- |
| 1995年（平成7年）  | 4,524 |
| 2000年（平成12年） | 4,496 |
| 2005年（平成17年） | 4,600 |
| 2010年（平成22年） | 4,723 |
| 2015年（平成27年） | 4,655 |
| 2020年（令和2年）  | 4,959 |

### 世帯数の変遷
国勢調査による世帯数の推移。
| 年                 | 世帯数 |
| ------------------ | ------ |
| 1995年（平成7年）  | 2,299  |
| 2000年（平成12年） | 2,406  |
| 2005年（平成17年） | 2,550  |
| 2010年（平成22年） | 2,793  |
| 2015年（平成27年） | 2,766  |
| 2020年（令和2年）  | 3,023  |

## 学区
区立小・中学校に通う場合、学区は以下の通りとなる（2018年8月時点）。
| 丁目       | 番地                              | 小学校                 | 中学校                 |
| ---------- | --------------------------------- | ---------------------- | ---------------------- |
| 中井一丁目 | 全域                              | 新宿区立落合第五小学校 | 新宿区立落合第二中学校 |
| 中井二丁目 | 12番 13番1～8号 13番24号 17～30番 | 新宿区立落合第五小学校 | 新宿区立落合第二中学校 |
| 中井二丁目 | 1～11番 13番9～23号 14～16番      | 新宿区立落合第一小学校 | 新宿区立落合第二中学校 |

## 事業所
2021年（令和3年）現在の経済センサス調査による事業所数と従業員数は以下の通りである。
| 丁目       | 事業所数  | 従業員数 |
| ---------- | --------- | -------- |
| 中井一丁目 | 58事業所  | 203人    |
| 中井二丁目 | 63事業所  | 191人    |
| 計         | 121事業所 | 394人    |

### 事業者数の変遷
経済センサスによる事業所数の推移。
| 年                 | 事業者数 |
| ------------------ | -------- |
| 2016年（平成28年） | 97       |
| 2021年（令和3年）  | 121      |

### 従業員数の変遷
経済センサスによる従業員数の推移。
| 年                 | 従業員数 |
| ------------------ | -------- |
| 2016年（平成28年） | 304      |
| 2021年（令和3年）  | 394      |

## 交通

### 鉄道
| 隣接する街区の駅                           |
| ------------------------------------------ |
| 西武新宿線 大江戸線 - 中井駅(SS 04) (E 32) |

※駅所在地は両線とも中落合となる。

## 施設
- 落合公園
- 中井富士見橋
- 林芙美子記念館
  - 目白文化村 - 池袋モンパルナス

## 関連人物
- 刑部人
- 松本竣介
- 林芙美子
- 佐伯祐三
- 赤塚不二夫 - 近所の中落合に自宅兼事務所（フジオ・プロダクション）があり、中井によく訪れていた。マンガには居酒屋の「権八」[16]、電気屋の「ツツイサウンド」[17]、蕎麦屋の「長寿庵」[18]、寿司屋の「白雪寿司」[19]など、実在の店舗名が多数登場している。また、中井駅から下落合駅の一帯を描いた『わが街』という作品も存在する[20]。

## その他

### 日本郵便
- 郵便番号 : 161-0035[3]（集配局 : 落合郵便局[21]）。